# Stiftung Kulturerbe im ländlichen Raum Mecklenburg-Vorpommern
Die Stiftung Kulturerbe im ländlichen Raum Mecklenburg-Vorpommern wurde 2005 mit dem Zweck gegründet, das kulturelle Erbe im ländlichen Raum Mecklenburg-Vorpommerns zu pflegen und zu erhalten. Es existiert ein gleichnamiger Förderverein. 
Die Landschaft Mecklenburg-Vorpommerns wurde über Jahrhunderte durch Gutsanlagen mit dazugehörigen Gutshäusern geprägt. Die Stiftung will den heute bestehenden vielfachen Gefährdungen dieser Anlagen entgegenwirken.

## Projekte
- Einrichtung eines Inspektionsdienstes (Denkmalwacht MV) für die regelmäßige Betreuung von Altbauten und Denkmalen
- Modellprojekt Wasserschloss Quilow zur fachgerechten Restaurierung und die Entwicklung eines zukunftsfähigen Nutzungskonzeptes
- Einrichtung einer Gutshausroute mit flächendeckenden Beschreibungen der Gutsanlagen, Parks und ländlichen Baudenkmale entlang der Route mit dem Schwerpunkt der kunsthistorischen Darstellung
- Weitere Projekte befassen sich grenzüberschreitend mit Guts-, Park- und Gartenanlagen in den benachbarten Ostseeanrainerstaaten, dabei wird beispielsweise eine Zusammenarbeit mit der Euroregion Pomerania angestrebt. Das erste deutsch-polnische Projekt Landschaftsraum „Stolzenburg/Stolec – Glashütte“ hat die Sanierung der beiderseits der Grenze liegenden Guts- und Parkanlage zum Ziel.